# Kościół św. Mateusza w Lutocinie
Kościół św. Mateusza w Lutocinie – katolicki kościół parafialny zlokalizowany w Lutocinie (powiat żuromiński, województwo mazowieckie), przy centralnym placu Kościuszki.

## Historia
Pierwszy, drewniany kościół parafialny ufundował w 1370 Andrzej z Gulczewa - kasztelan płocki. Biskup Sojka z Gulczewa ustanowił beneficja dla lokalnego proboszcza. W 1598 świątynia ta posiadała w głównym ołtarzu obraz Trójcy Świętej, a na jego skrzydłach obrazy św. Mateusza i św. Jana. W 1802 kościół został zamknięty z uwagi na zły stan techniczny, a w 1808 ks. Malinowski wystawił nową, tymczasową kaplicę drewnianą o wymiarach 16 x 9 m. Spłonęła ona w 1858. Obecną, neogotycką świątynię zbudowano w latach 1873-1875 według projektu L. Gosławskiego. Konsekrował ją biskup Henryk Piotr Kossowski 31 sierpnia 1886. 

## Wyposażenie
W ołtarzu głównym obrazy: św. Mateusza oraz Matki Bożej Łaskawej. W ołtarzach bocznych: św. Anny, św. Rocha, św. Antoniego i Najświętszego Serca Jezusowego. 

## Otoczenie
Przy kościele neogotycka dzwonnica i brama.

## Galeria

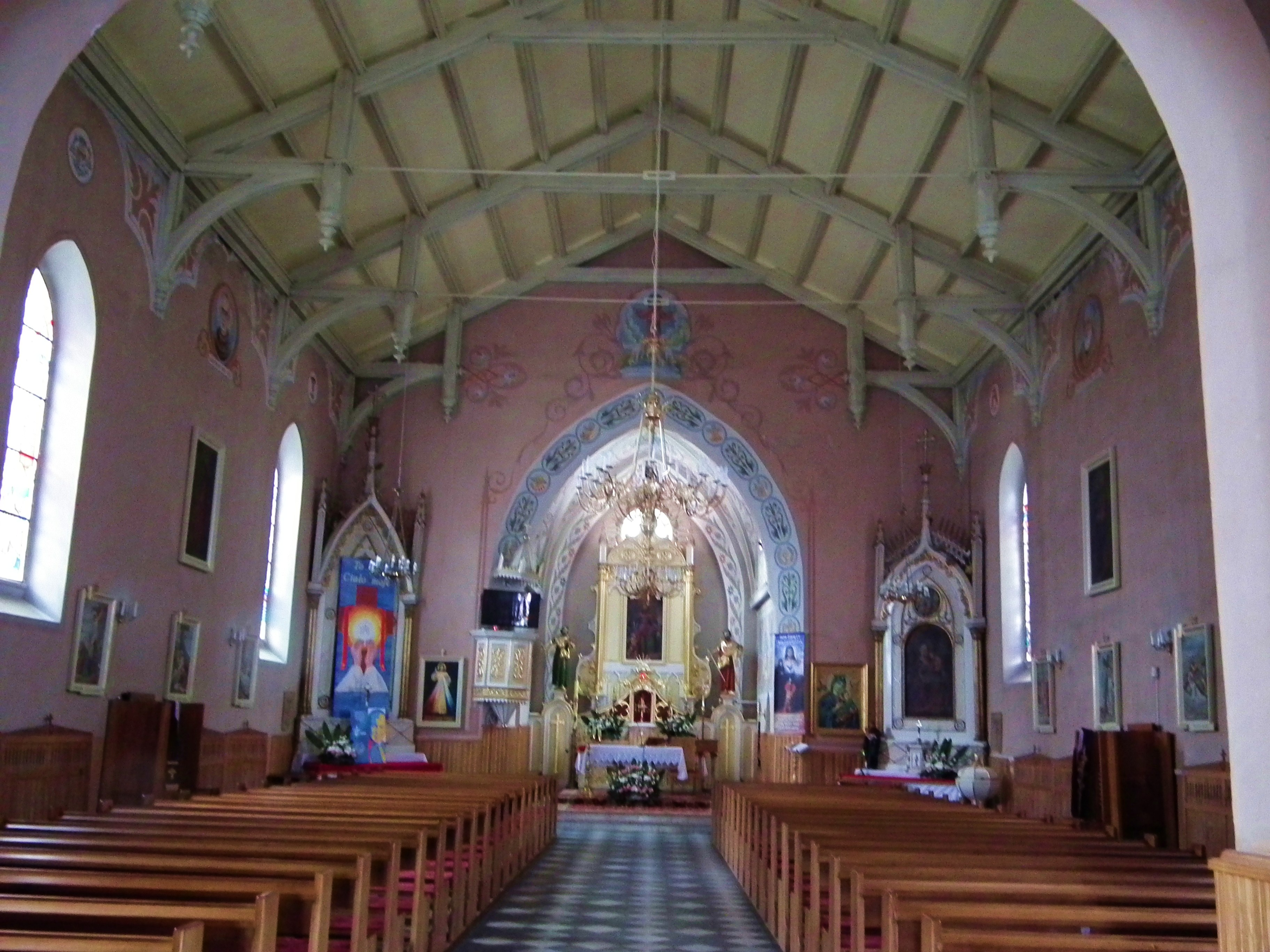
Wnętrze
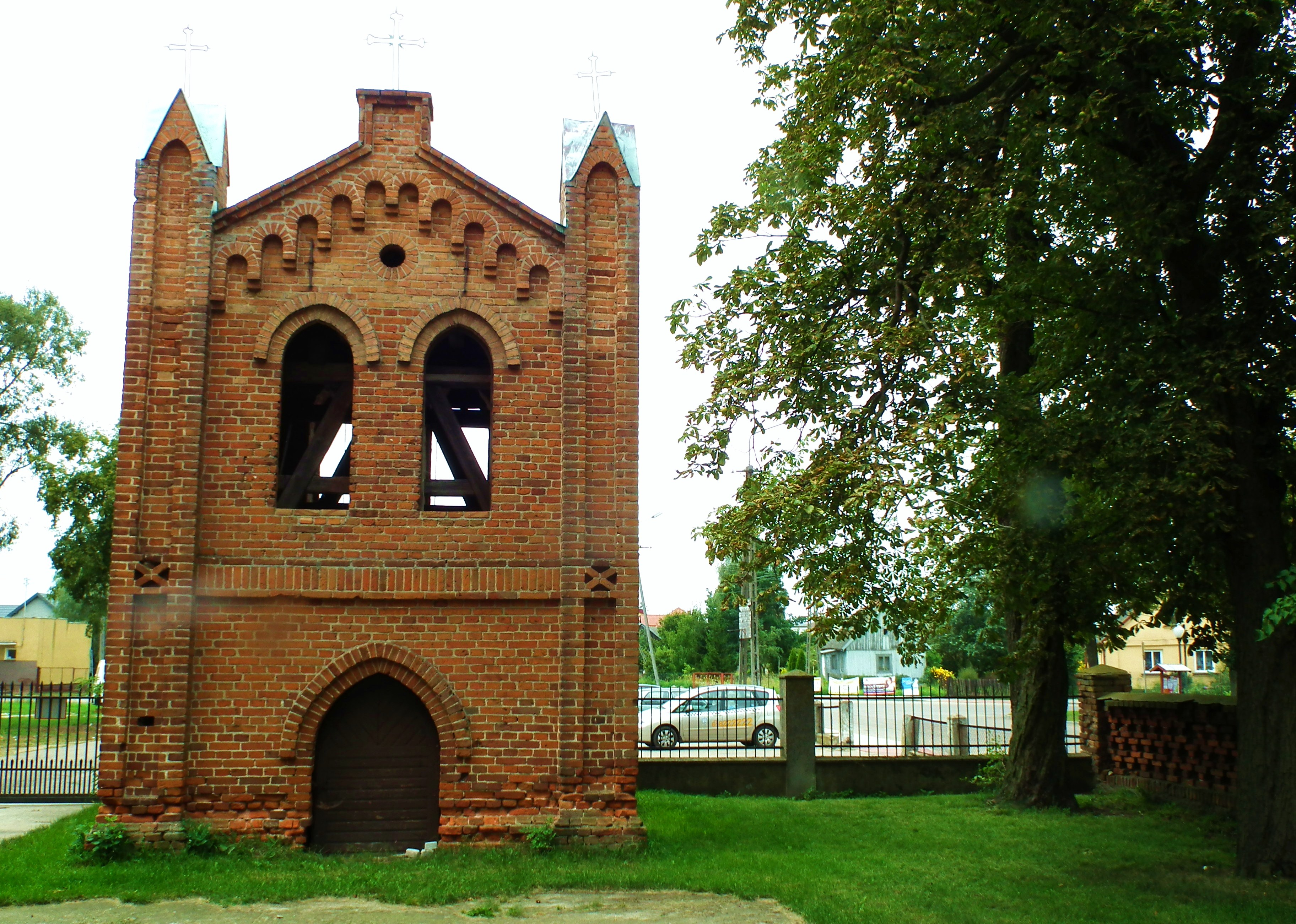
Dzwonnica
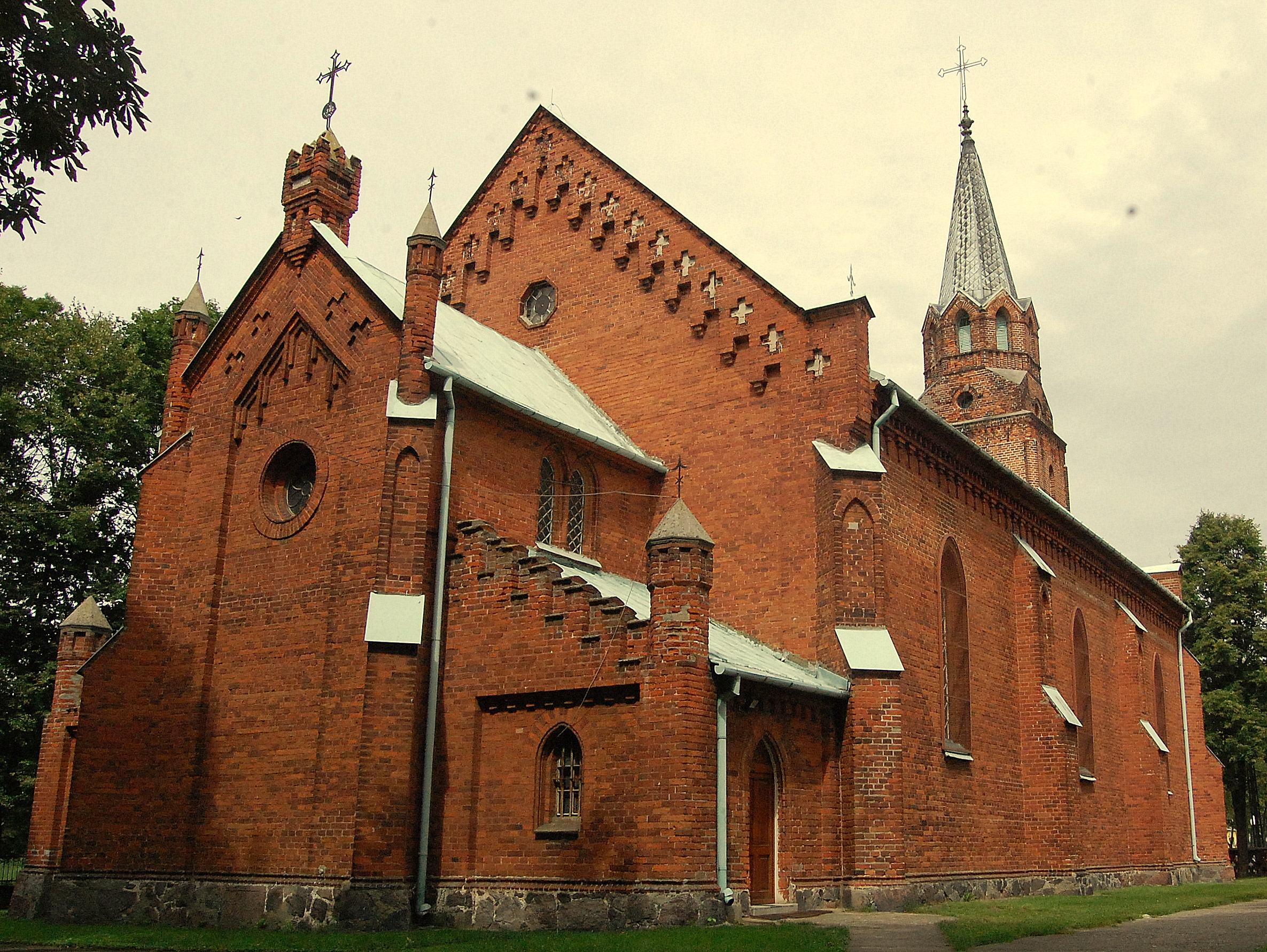
Prezbiterium